# Qubaybat al-Assi
Qubaybat al-Assi (tiếng Ả Rập: قبيبات العاصي) là một ngôi làng Syria nằm ở phó huyện của huyện Hama ở tỉnh Hama. Theo Cục Thống kê Trung ương Syria (CBS), Qubaybat al-Assi có dân số 1.058 trong cuộc điều tra dân số năm 2004.